# Шиндлер, Герхард
Герхард Шиндлер (нем. Gerhard Schindler, р. 1952) — государственный деятель Германии, с 7 декабря 2011 по 26 апреля 2016 года — руководитель БНД.

## Биография
По образованию — юрист. Бывший десантник. Работал в Федеральном министерстве внутренних дел, после чего — около двух лет в Федеральной службе защиты конституции в Кёльне, затем вернулся на службу в министерство внутренних дел. С июля 2008 года возглавлял Департамент общественной безопасности. Является членом СвДП и считается экспертом по уголовным и террористическим сетям.
7 декабря 2011 в Берлине был официально представлен в качестве руководителя БНД. Сменил на этом посту Эрнста Урлау.
Отправлен в отставку 26 апреля 2016 года.